# Liga Muçulmana do Paquistão
Liga Muçulmana do Paquistão (inglês: Pakistan Muslim League) refere-se a qualquer dos seis partidos políticos conservadores do Paquistão:
- Liga Muçulmana do Paquistão-F, o grupo de Pir Pagaro.
- Liga Muçulmana do Paquistão-Jinnah, o grupo de Jinnah, encabeçado por Mian Manzoor Ahmad Wattoo.
- Liga Muçulmana do Paquistão-J, o grupo de Junejo, hoje encabeçado por Hamid Nasir Chattha.
- Liga Muçulmana do Paquistão-N, o grupo de Nawaz Sharif.
- Liga Muçulmana do Paquistão-Q, o grupo de Quaid-e-Azam, encabeçado por Chaudhry Shujaat Hussain.
- Liga Muçulmana do Paquistão-Z, o grupo de Zia-ul-Haq, encabeçado por Muhammad Ijaz-ul-Haq.